# Sächsisches Staatsministerium für Wirtschaft, Arbeit, Energie und Klimaschutz
Das Sächsische Staatsministerium für Wirtschaft, Arbeit, Energie und Klimaschutz (SMWA) ist eine Oberste Landesbehörde des Freistaates Sachsen mit Sitz in der Landeshauptstadt Dresden. Das Dienstgebäude mit dem Sitz des Ministeriums befindet sich im Dresdner Regierungsviertel in der Inneren Neustadt. Darüber hinaus werden weitere Gebäude im Stadtgebiet Dresden vom Ministerium genutzt. Von 1990 bis 2009 trug es den Namen Sächsisches Staatsministerium für Wirtschaft und Arbeit, von Ende 2009 bis Ende 2024 den Namen Sächsisches Staatsministerium für Wirtschaft, Arbeit und Verkehr. Die offizielle Abkürzung war stets unverändert SMWA.
Staatsminister ist seit 19. Dezember 2024 Dirk Panter (SPD), Staatssekretär ist Thomas Kralinski (ebenfalls SPD).

## Geschichte

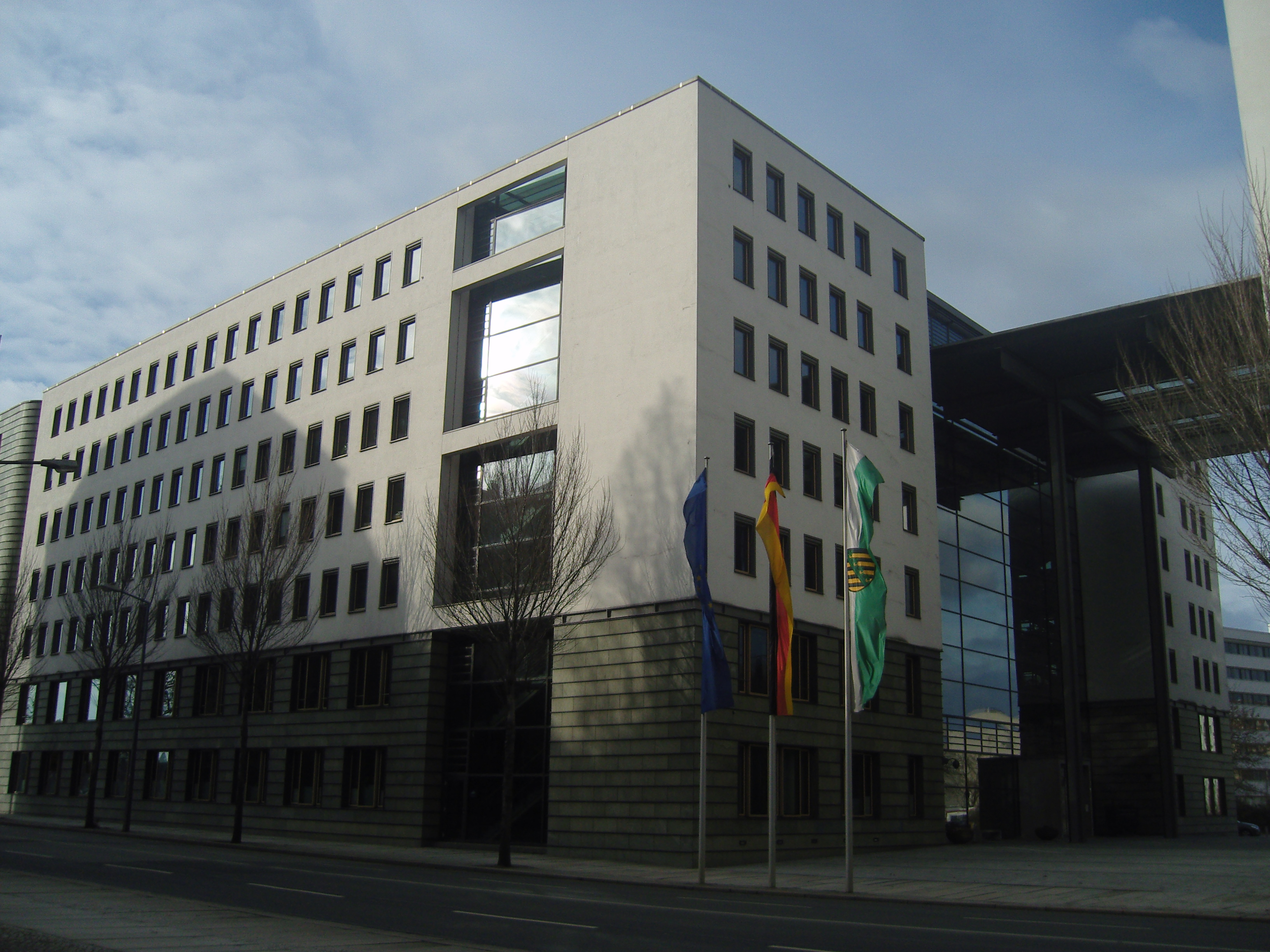
Gebäude des Ministeriums

Nach der Gründung des Freistaats Sachsen 1918 wurde in der ersten Landesregierung unter Richard Lipinski erstmals ein Arbeitsministerium errichtet. Es war konkret für „Arbeit und Wohlfahrt“ zuständig. Ein Wirtschaftsministerium folgte 1919. Bis 1935 waren beide Ressorts eigenständig, erst unter Reichsstatthalter Martin Mutschmann wurde der Bereich „Arbeit“ ins Wirtschaftsministerium eingegliedert. 1946, nach dem Zweiten Weltkrieg, wurde dies wieder rückgängig gemacht, und es entstanden das „Ministerium für Arbeit und Sozialfürsorge“ und das „Ministerium für Wirtschaft und Wirtschaftsplanung“. Letzteres erhielt bereits 1948 den neuen Namen „Ministerium für Industrie und Verkehr“. 1950 wurden beide Ministerien wieder zum „Ministerium für Industrie, Arbeit und Aufbau“ zusammengeführt. Mit der Auflösung des Landes Sachsen 1952 wurden auch die Ministerien des Landes aufgelöst.
Mit Wiedergründung des Freistaates Sachsen im Jahr 1990 wurde auch das Wirtschafts- und Arbeitsministerium unter dem Namen „Sächsisches Staatsministerium für Wirtschaft und Arbeit“ neu eingerichtet. Verkehr und Straßenbau gehörten seit 1990 zum Aufgabenspektrum des Ministeriums. Mit dem Kabinett Tillich II wurde das Ministerium Ende 2009 bei weitgehend unverändertem Aufgabenzuschnitt in Sächsisches Staatsministerium für Wirtschaft, Arbeit und Verkehr umbenannt und trug diesen Namen bis Dezember 2024. Mit dem Kabinett Kretschmer III erfolgte eine Umbenennung in Sächsisches Staatsministerium für Wirtschaft, Arbeit, Energie und Klimaschutz. Das Aufgabengebiet Verkehr und Mobilität wurde bei dieser Gelegenheit an das Staatsministerium für Infrastruktur und Landesentwicklung abgegeben, eingegliedert wurden die Aufgabengebiete Energie und Klimaschutz aus dem vormaligen Sächsischen Staatsministerium für Energie, Klimaschutz, Umwelt und Landwirtschaft.

## Organisationsstruktur
Unterhalb der Leitungsebene (Staatsminister, Pressestelle, Staatssekretär und Leitungsstab) gliedert sich das Ministerium in fünf Abteilungen:
Abteilung 1: Zentrale Dienste und Recht
Abteilung 2: Arbeit und Europäische Strukturfonds
Abteilung 3: Wirtschaft, Innovation und Mittelstand
Abteilung 4: Digitalisierung, Bergbau und Marktordnung
Abteilung 5: Mobilität
Angesiedelt sind im Ministerium die Börsenaufsichtsbehörde, die Landesregulierungsbehörde und die Landeskartellbehörde.

### Nachgeordneter Geschäftsbereich
Dem Sächsischen Staatsministerium für Wirtschaft, Arbeit, Energie und Klimaschutz nachgeordnete Behörden sind das Sächsische Oberbergamt (OBA), die Digitalagentur Sachsen sowie das Zentrum für Fachkräftesicherung und Gute Arbeit (ZEFAS).

## Aufgaben des Ministeriums

### Wirtschaft
Die Abteilung Wirtschaft des Staatsministeriums ist für die Förderung der ansässigen und ansiedlungswilligen Unternehmen im Freistaat Sachsen sowie des Tourismus, der Kurorte und der nichtstaatlichen Heilbäder zuständig.
Um einen ausreichenden Wettbewerb der Unternehmen zu gewährleisten, werden durch das Landeskartellamt Zusammenschlüsse und Firmenübernahmen geprüft. Zudem ist die Überwachung der Energiewirtschaft, Telekommunikation und Post ein weiterer Aufgabenbereich. Weiterhin obliegt dem Staatsministerium die Überwachung der Industrie- und Handels-, Handwerks-, Ingenieurkammern und der Freien Berufe.
Mit dem Sächsischen Oberbergamt wird die Bergaufsicht über den Bergbau im Freistaat Sachsen nach dem Bundesberggesetz vollzogen.
Ein weiteres Betätigungsfeld ist der Verbraucherschutz.
Die Koordination und gemeinsame Entwicklung von Strukturplänen mit den Kommunen zur Verbesserung der Lebens- und Arbeitssituation unter optimaler Ausnutzung der vorhandenen Ressourcen und gleichzeitiger Verminderung des Strukturgefälles innerhalb des Freistaates ist ein weiteres Betätigungsfeld der Abteilung Wirtschaft.

### Arbeit
Die Abteilung Arbeit ist für das Arbeitsrecht, den Arbeitsmarkt, Arbeitsschutz und die Arbeitsmedizin zuständig. Es beschäftigt sich auch mit der beruflichen Ausbildung, Weiterbildung und Umschulung sowie dem Lohn-, Tarif- und Schlichtungswesen.
Darüber hinaus behandelt sie die Themen Mitarbeiterbeteiligung und Zukunft der Arbeit.

## Wettbewerbe des Ministeriums
- Sächsischer Staatspreis für Design
- FutureSAX